# NBAスラムダンクコンテスト
NBAスラムダンクコンテスト(公式名称はスプライト・スラムダンク)はNBAのオールスターウィークエンドの土曜日に行われるスラムダンクコンテストである。出場者が独創性などを織り込みながらダンクシュートを競う。
スラムダンクコンテストが初めて開催されたのは1976年、ABAオールスターゲームのことだった。初代チャンピオンはジュリアス・アービングだったが、翌年にはABAがNBAに吸収されたため、コンテストは短命に終わっている。その後、1984年にNBAにおいてスラムダンクコンテストが初めて開催された。1997年以降、目新しいパフォーマンスが少なくなったことから2年間開催されなかったが、2000年に復活。近年大物選手の出場は減っており、スターへの登竜門として若手選手の活躍の場となっている。2014年は東西対抗のチーム戦形式となった。
最多優勝記録はネイト・ロビンソンとマック・マクラングの3回であり、マクラングは史上唯一となる3連覇を達成している。
マイケル・ジョーダン、ブレント・バリー、コービー・ブライアントの3人は、スラムダンクコンテストとNBAファイナルの両方で優勝を経験している。
最も身長が低い優勝者は1986年のスパッド・ウェブで168cm。

## 歴代チャンピオン

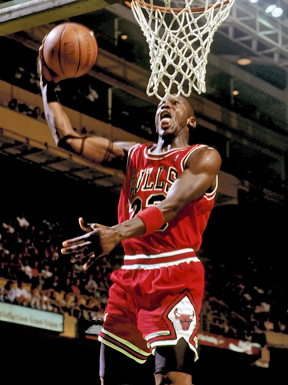
マイケル・ジョーダン (1987, 1988)

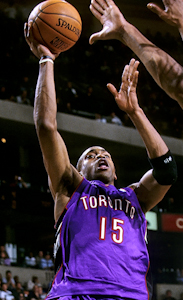
ヴィンス・カーター (2000)

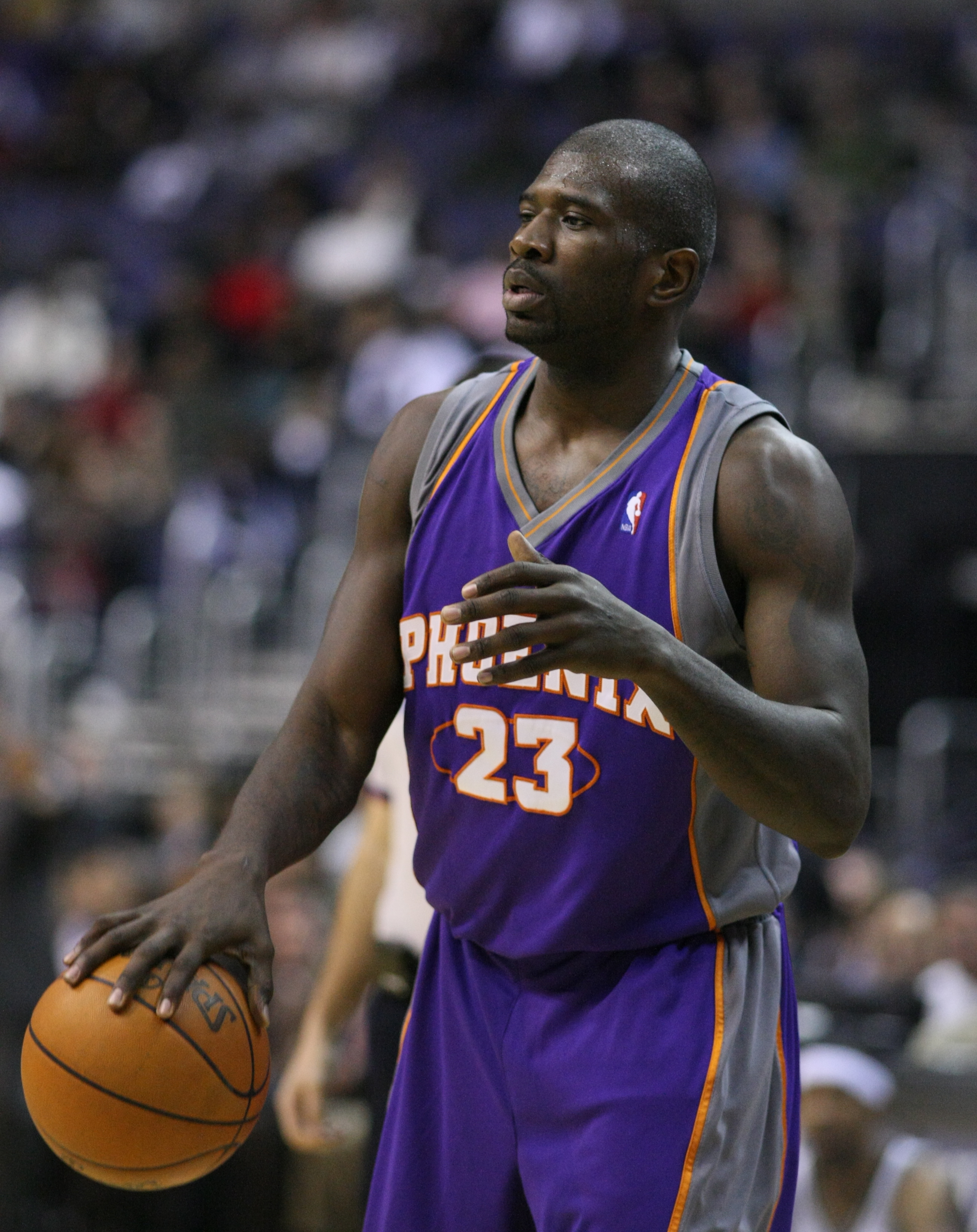
ジェイソン・リチャードソン (2002, 2003)

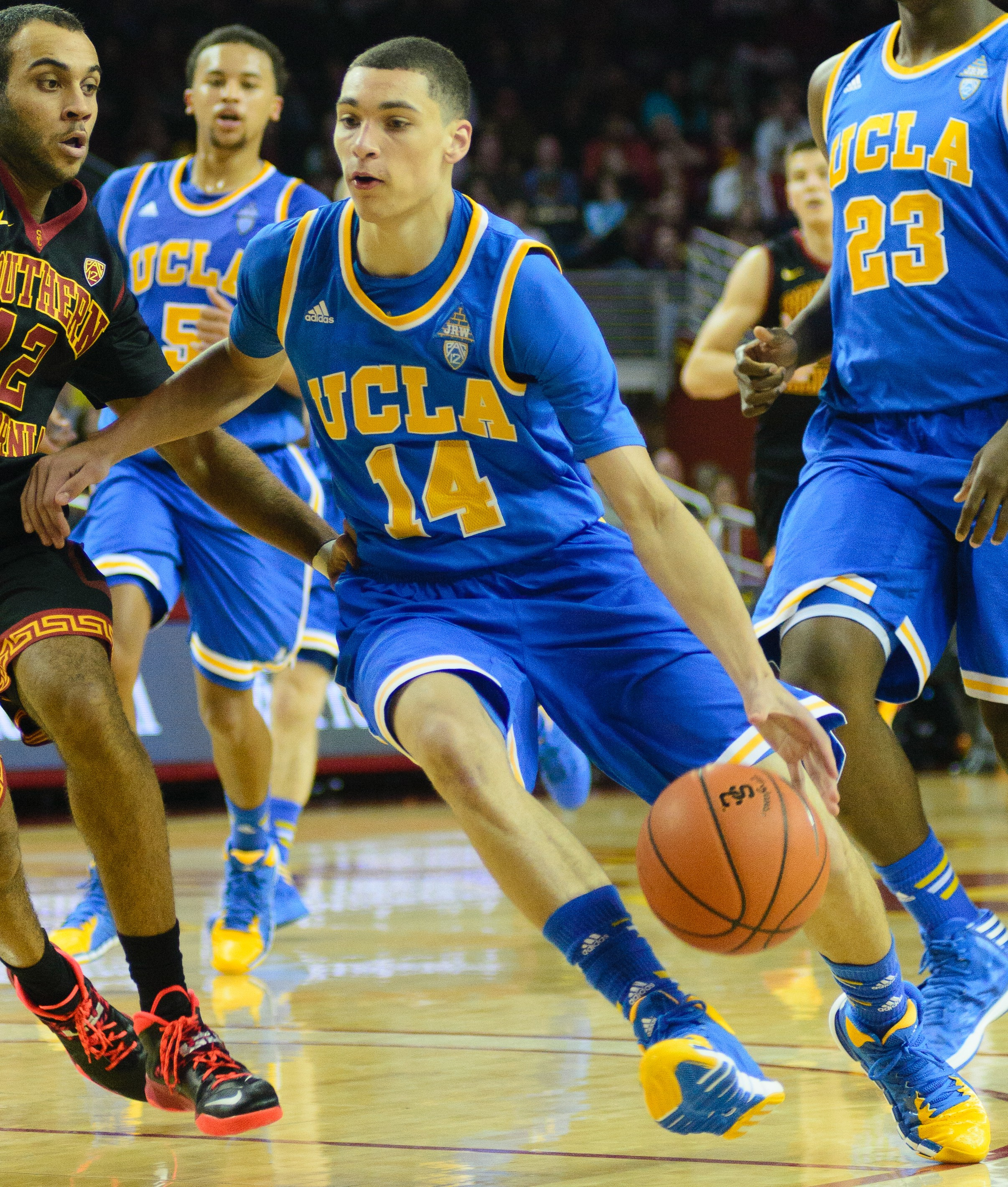
ザック・ラビーン (2015, 2016)

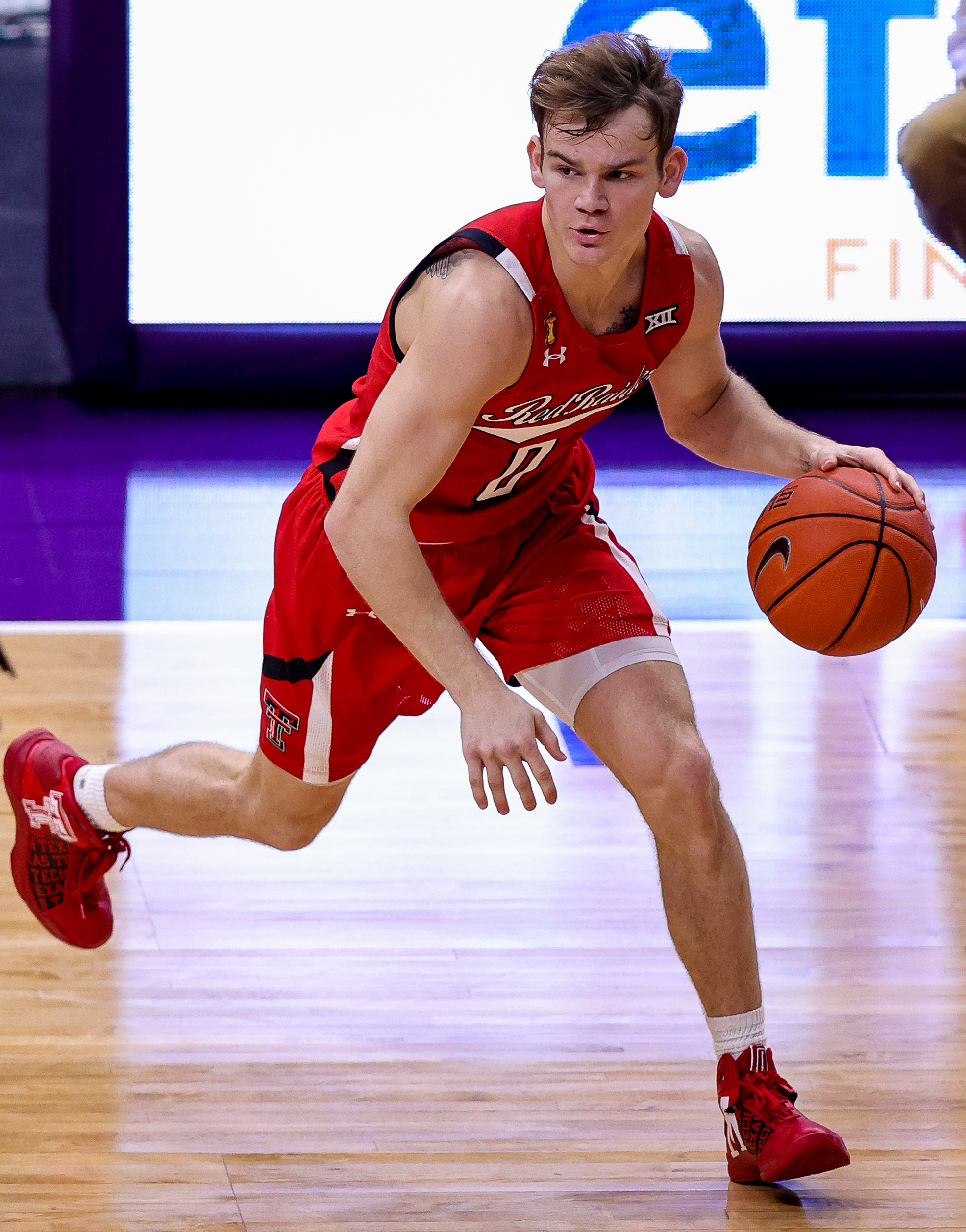
マック・マクラング (2023–2025)

| * | 殿堂入り |
| ^ | 現役選手 |

| 開催年 | 選手                            | チーム                             |
| ------ | ------------------------------- | ---------------------------------- |
| 1984   | ラリー・ナンス                  | フェニックス・サンズ               |
| 1985   | ドミニク・ウィルキンス*         | アトランタ・ホークス               |
| 1986   | スパッド・ウェブ                | アトランタ・ホークス               |
| 1987   | マイケル・ジョーダン*           | シカゴ・ブルズ                     |
| 1988   | マイケル・ジョーダン* (2)       | シカゴ・ブルズ                     |
| 1989   | ケニー・ウォーカー              | ニューヨーク・ニックス             |
| 1990   | ドミニク・ウィルキンス* (2)     | アトランタ・ホークス               |
| 1991   | ディー・ブラウン                | ボストン・セルティックス           |
| 1992   | セドリック・セバロス            | フェニックス・サンズ               |
| 1993   | ハロルド・マイナー              | マイアミ・ヒート                   |
| 1994   | アイザイア・ライダー            | ミネソタ・ティンバーウルブズ       |
| 1995   | ハロルド・マイナー (2)          | マイアミ・ヒート                   |
| 1996   | ブレント・バリー                | ロサンゼルス・クリッパーズ         |
| 1997   | コービー・ブライアント*         | ロサンゼルス・レイカーズ           |
| 1998   | 未開催                          | 未開催                             |
| 1999   | ロックアウトにより中止          | ロックアウトにより中止             |
| 2000   | ヴィンス・カーター*             | トロント・ラプターズ               |
| 2001   | デズモンド・メイソン            | シアトル・スーパーソニックス       |
| 2002   | ジェイソン・リチャードソン      | ゴールデンステート・ウォリアーズ   |
| 2003   | ジェイソン・リチャードソン (2)  | ゴールデンステート・ウォリアーズ   |
| 2004   | フレッド・ジョーンズ            | インディアナ・ペイサーズ           |
| 2005   | ジョシュ・スミス                | アトランタ・ホークス               |
| 2006   | ネイト・ロビンソン              | ニューヨーク・ニックス             |
| 2007   | ジェラルド・グリーン            | ボストン・セルティックス           |
| 2008   | ドワイト・ハワード              | オーランド・マジック               |
| 2009   | ネイト・ロビンソン (2)          | ニューヨーク・ニックス             |
| 2010   | ネイト・ロビンソン (3)          | ニューヨーク・ニックス             |
| 2011   | ブレイク・グリフィン            | ロサンゼルス・クリッパーズ         |
| 2012   | ジェレミー・エバンス            | ユタ・ジャズ                       |
| 2013   | テレンス・ロス                  | トロント・ラプターズ               |
| 2014   | ジョン・ウォール^               | ワシントン・ウィザーズ             |
| 2015   | ザック・ラビーン^               | ミネソタ・ティンバーウルブズ       |
| 2016   | ザック・ラビーン^ (2)           | ミネソタ・ティンバーウルブズ       |
| 2017   | グレン・ロビンソン3世^          | インディアナ・ペイサーズ           |
| 2018   | ドノバン・ミッチェル^           | ユタ・ジャズ                       |
| 2019   | ハミドゥ・ディアロ^             | オクラホマシティ・サンダー         |
| 2020   | デリック・ジョーンズ・ジュニア^ | マイアミ・ヒート                   |
| 2021   | アンファニー・サイモンズ^       | ポートランド・トレイルブレイザーズ |
| 2022   | オビ・トッピン^                 | ニューヨーク・ニックス             |
| 2023   | マック・マクラング^             | フィラデルフィア・76ers            |
| 2024   | マック・マクラング^ (2)         | オセオラ・マジック                 |
| 2025   | マック・マクラング^ (3)         | オーランド・マジック               |

## 最多優勝者
| # | 選手                       | 優勝回数 | 優勝年           |
| - | -------------------------- | -------- | ---------------- |
| 1 | ネイト・ロビンソン         | 3        | 2006, 2009, 2010 |
| 1 | マック・マクラング^        | 3        | 2023–2025        |
| 2 | ドミニク・ウィルキンス*    | 2        | 1985, 1990       |
| 2 | マイケル・ジョーダン*      | 2        | 1987, 1988       |
| 2 | ハロルド・マイナー         | 2        | 1993, 1995       |
| 2 | ジェイソン・リチャードソン | 2        | 2002, 2003       |
| 2 | ザック・ラビーン^          | 2        | 2015, 2016       |